# 基隆市立醫院
基隆市立醫院為臺灣基隆市唯一的市立醫療機構，設有內科、外科、婦產科、小兒科、眼科、耳鼻喉科、復健科、皮膚科和牙科，院本部位於信義區東信路，門診中心位於中正區義二路。其醫院前身為設立於1926年的基隆港東醫院。

## 歷史

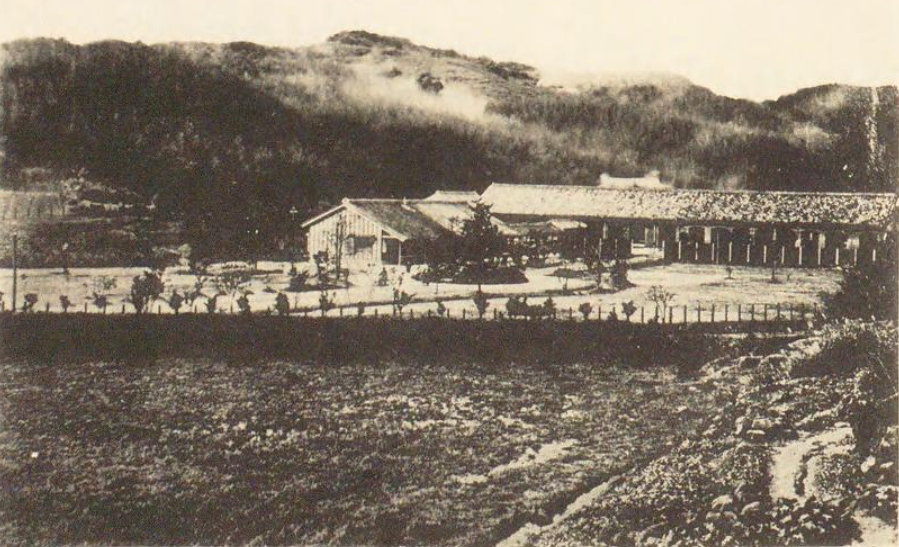
基隆港東醫院

基隆市立醫院的前身基隆港東醫院（又稱為港東醫院）創立於1926年6月，位於基隆市東側郊區的綠町31番地，專門收容傳染病患者，設有8個病房，可收容33人。基隆港東醫院在第二次世界大戰期間遭到美軍空襲損毀，又在1947年9月遭颱風侵襲。其在1949年1月改稱「基隆市傳染病院」，在1950年1月改制為「基隆市立醫院」至今，最初僅有病床50床。在1951年、1963和1965年先後增建三棟病房，病床數提升至86床。1968年，兩層樓的醫務大樓完工。1975年，醫務大樓增建為三層樓，病床數達220床。1980年，急診大樓落成。1981年，為因應其他醫院的競爭，基隆市立醫院將急診業務暫停，並將病床減至35床。1997年，增設附設護理之家。

## 外部連結
- 基隆市立醫院